# 전문투자자문사
전문투자자문사(Registered investment adviser, RIA)는 미국에 있는 주식 중개를 전문으로 하는 회사를 일컫는다.  미국 증권 거래 위원회와 함께 등록이 되어 있다.  이 회사는 재정적 자문과 투자 관리 서비스를 제공함으로 수수료를 받는다.
2021년 현재 가장 큰 전문투자자문사는 에델만 파이낸셜 엔진으로 344명의 자문단과 백삽십만명의 고객을 갖고 있다.